# اولیینکا سالیناس
اولیینکا سالیناس (انگلیسی: Olienka Salinas؛ زادهٔ ۱۶ نوامبر ۱۹۷۳) بازیکن فوتبال اهل پرو است.
از باشگاه‌هایی که در آن بازی کرده‌است می‌توان به باشگاه فوتبال اسپورتینگ کریستال اشاره کرد.
وی همچنین در تیم‌های ملی فوتبال Peru women's national football team و Peru women's national futsal team بازی کرده‌است.